# Ритуал (фільм, 2017)
Ритуàл (англ. The Ritual) — британський фільм жахів, знятий режисером Девідом Брукнер за однойменним романом Адама Невілла. Прем'єра відбулася 9 лютого 2017 року на інтернет-сервісі Netflix.

## Сюжет
Група з чотирьох друзів - Філ, Дом, Хатч і Люк — вирушає в туристичний похід Кунгследеном (у перекладі зі шведської означає Королівська стежка) в Національному парку Сарек, на півночі Швеції, щоб вшанувати пам'ять свого друга Роба, який був убитий шість місяців тому при пограбуванні магазину. Після того, як Дом падає та отримує травму коліна, Хатч пропонує пройти альтернативним маршрутом через ліс, щоб зрізати шлях. У той самий час група починає зіштовхуватися з дивними явищами, на кшталт тіла випотрошеного лося та таємничих рун, вирізаних на деревах. Герої вирішують заночувати у знайденій покинутій хатині, причому вночі їх переслідують видіння. Наступного ранку група висувається на пошуки виходу з лісу; Люк знаходить сліди істоти, яка, як він вважає, переслідує їх.
Вночі ця істота викрадає Хатча, хлопці починають погоню за ним. Вони губляться і не можуть знайти свої намети та запаси, тому змушені продовжувати шлях без них. Згодом друзі знаходять Хатча випотрошеним і нанизаним на гілки дерев. Вони знімають тіло загиблого товариша з дерев та ховають. Люк на якийсь час покидає групу і знаходить село на краю лісу. Він біжить назад і знаходить убитого Філа, в тій самій позі, в якій був Хатч. Люк та Дом біжать до хатини, де на них нападають та оглушують жителі села.
Люк і Дом приходять до тями в підвалі, де один із нападників пояснює, що істота, яка вбила їх друзів — Йотун, якому жителі влаштовують жертвопринесення. Вони вірять, що Йотун дає їм безсмертя. Під час ритуалу язичники прив'язують Дома до споруди з дерева, після чого істота, що прийшла, вбиває його. Люку вдається вибратися. Він вбиває одного з мешканців, озброюється сокирою та втікає з хатини. У лісі Люк ранить істоту сокирою і залишає Кунгследен, а Йотун з якоїсь причини не може його переслідувати, таким чином залишаючись у лісі.

## В ролях
- Рейф Сполл — Люк
- Сем Тротон — Дом
- Роб Джеймс-Кольер — Хатч
- Аршер Алі — Філ
- Керрі Маклін — Гейл
- Марія Ервольтер — Сара
- Пол Рейд — Роберт
- Франческа Мула — Відьма

## Зйомки
Зйомки проходили у Південних Карпатах.

## Критика
На сайті агрегатора рецензій Rotten Tomatoes фільм має рейтинг схвалення 74% на основі 96 оглядів із середнім рейтингом у 6,1 бала з 10.